# Mehrfamilienhaus Kirchenpauerstraße 5
Das Mehrfamilienhaus Kirchenpauerstraße 5 in der niedersächsischen Kreisstadt Cuxhaven im Landkreis Cuxhaven stammt vom Anfang des 20. Jahrhunderts. Aktuell (2024) wird es für Wohnungen und eine Galerie genutzt.
Das Gebäude in der Gruppe Wohnhäuser südlich der Schillerstraße steht unter Denkmalschutz (siehe auch Liste der Baudenkmale in Cuxhaven).

## Geschichte und Beschreibung
Große Teile der Stadterweiterung um 1900 südlich der Schillerstraße sind gut erhalten, viele im originalen Erscheinungsbild. Dazu gehören ein- bis dreigeschossige Wohnhäuser im Bereich Am Grünen Weg, Schillerplatz, Grandauerstraße und Kirchenpauerstraße. Sie stammen von verschiedenen namhaften Cuxhavener Architekten wie Rudolph Glocke, John Polack und Richard Alberts, welche die historisierenden Fassaden in den Formen des Barocks, des französischen Rokokos und des Jugendstils entwarfen. Zurückhaltender sind die zwei- und dreigeschossigen, zwischen 1904 und 1908 entstandenen Häuser an der Reinekestraße mit historisierender Ornamentik im floralen Jugendstil.
Das dreigeschossige traufständige verputzte und verklinkerte Gebäude auf Keller mit flachem Satteldach und einem eingeschossigen jüngeren Wintergarten wurde um 1904 nach Plänen von Rudolph Glocke gebaut. Die straßenseitige Schmuckfassade wurde gestaltet mit Scheinquaderung im Erdgeschoss, Traufgesimsen mit einem geschwungenen Giebelaufsatz, zwei schmiedeeisernen Balkonen, horizontalen Bändern, Fensterumrahmungen, Brüstungsfeldern sowie Attika. Der Eingang ist zurückversetzt an der Nordseite.
Das Landesdenkmalamt befand u. a.: „… Zeugnis- und Schauwert im Hinblick auf die geschichtliche, künstlerische und städtebauliche Bedeutung …“
Die östliche eiserne Einfriedung mit gemauerten Pfeilern ist auch denkmalgeschützt.